# Gewone coronamot
De gewone coronamot (Anania coronata) is een vlinder uit de familie van de grasmotten (Crambidae). De wetenschappelijke naam van de soort is, als Phalaena coronata, gepubliceerd in 1767 door Johann Siegfried Hufnagel. De spanwijdte van de vlinder bedraagt tussen de 23 en 26 millimeter. De imago kan makkelijk verward worden met Anania stachydalis. De soort komt voor in het noordelijk deel van het Palearctisch en het Nearctisch gebied. De soort overwintert als rups.

## Synoniemen
- Phalaena coronata (Hufnagel, 1767) (basioniem)
  - Phlyctaenia coronata (Hufnagel, 1767)[2]
- Pyralis sambucalis (Denis & Schiffermüller, 1775)
  - Phlyctaenia sambucalis (Denis & Schiffermüller, 1775) (typesoort van dat geslacht)
  - Pyralis sambucalis (Denis & Schiffermüller, 1775)
  - Phalaena sambuci (Retzius, 1783)
  - Phalaena sambucaria (Fabricius, 1787)

## Waardplant
De gewone coronamot heeft vlier, haagwinde, zonnebloem, liguster, sneeuwbal en sering als waardplanten.

## Voorkomen in Nederland en België
De soort komt in Nederland en in België vrij algemeen voor. De vliegtijd is vanaf eind mei tot en met augustus.